# Chlorita viridula
Chlorita viridula är en insektsart som först beskrevs av Carl Fredrik Fallén 1806.  Chlorita viridula ingår i släktet Chlorita och familjen dvärgstritar. Enligt den finländska rödlistan är arten nära hotad i Finland. Arten är reproducerande i Sverige. Artens livsmiljö är strandängar vid Östersjön. Inga underarter finns listade i Catalogue of Life.